# Oristicta filicicola
Oristicta filicicola är en trollsländeart som beskrevs av Tillyard 1913. Oristicta filicicola ingår i släktet Oristicta och familjen Isostictidae. Inga underarter finns listade i Catalogue of Life.